# Damian Baliński
Damian Baliński (ur. 5 sierpnia 1977 w Lesznie) – polski żużlowiec.

## Życie prywatne
Brat Dariusza, wujek Damiana – również żużlowców.

## Kariera sportowa

### Osiągnięcia
- Drużynowy Puchar Świata
  - 2007 - mistrz świata
- Indywidualne Mistrzostwa Polski seniorów
  - 2007 - brązowy medal
- Młodzieżowe Indywidualne Mistrzostwa Polski
  - 1996 - brązowy medal
- Mistrzostwa Polski Par Klubowych
  - 1999 - srebrny medal
  - 2003 - złoty medal
  - 2007 - brązowy medal
  - 2008 - srebrny medal
  - 2012 - złoty medal
- Młodzieżowe Mistrzostwa Polski Par Klubowych
  - 1996 - mistrz Polski
  - 1997 - mistrz Polski
- Drużynowe Mistrzostwa Polski
  - 2002 - srebrny medal
  - 2007 - złoty medal
  - 2008 - srebrny medal
  - 2010 - złoty medal
  - 2011 - srebrny medal
  - 2014 - srebrny medal
- Młodzieżowe Drużynowe Mistrzostwa Polski
  - 1996 - brązowy medal
  - 1997 - brązowy medal
- Złoty Kask
  - 2005 - srebrny medal
  - 2008 - złoty medal
- Brązowy Kask
  - 1996 - złoty medal
- Drużynowy Puchar Polski
  - 1997 - srebrny medal
  - 1998 - srebrny medal

## Odznaczenia
- Złoty Krzyż Zasługi za osiągnięcia w polskim sporcie żużlowym – 27 lipca 2007 przez Prezydenta RP Lecha Kaczyńskiego[1]